# Subdoluseps samajaya
Subdoluseps samajaya — вид сцинкоподібних ящірок родини сцинкових (Scincidae). Ендемік Малайзії. Описаний у 2018 році.

## Поширення і екологія
Subdoluseps samajaya відомі з типової місцевості, розташованої в області Кучінг в штаті Саравак на заході Калімантану.